# Genévrier occidental
Juniperus occidentalis
Espèce
Statut de conservation UICN

 LC  : Préoccupation mineure
Le Genévrier occidental (Juniperus occidentalis) est un arbre de l'Ouest américain appartenant à la famille des Cupressaceae.

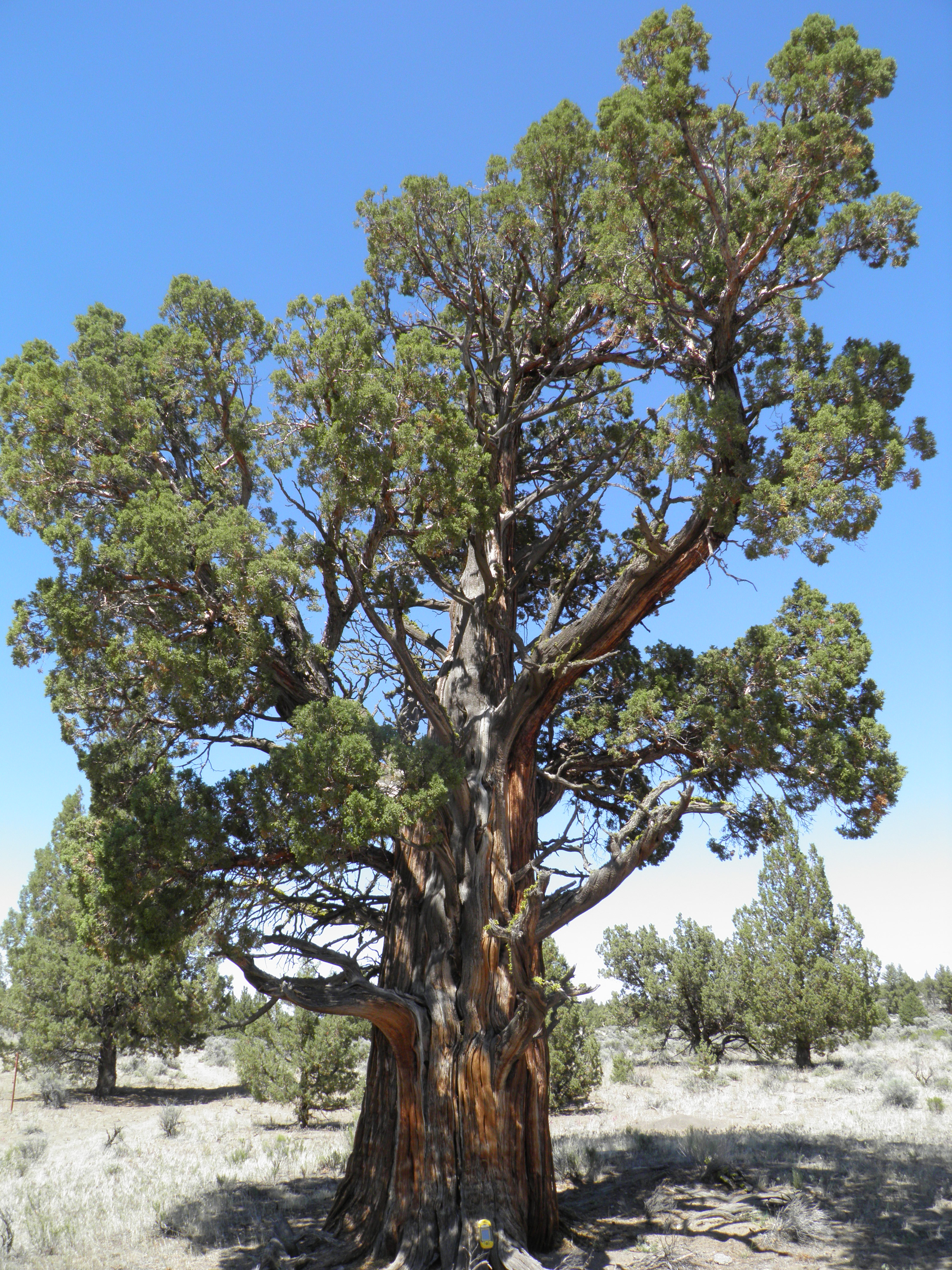
Très grand spécimen en Oregon.
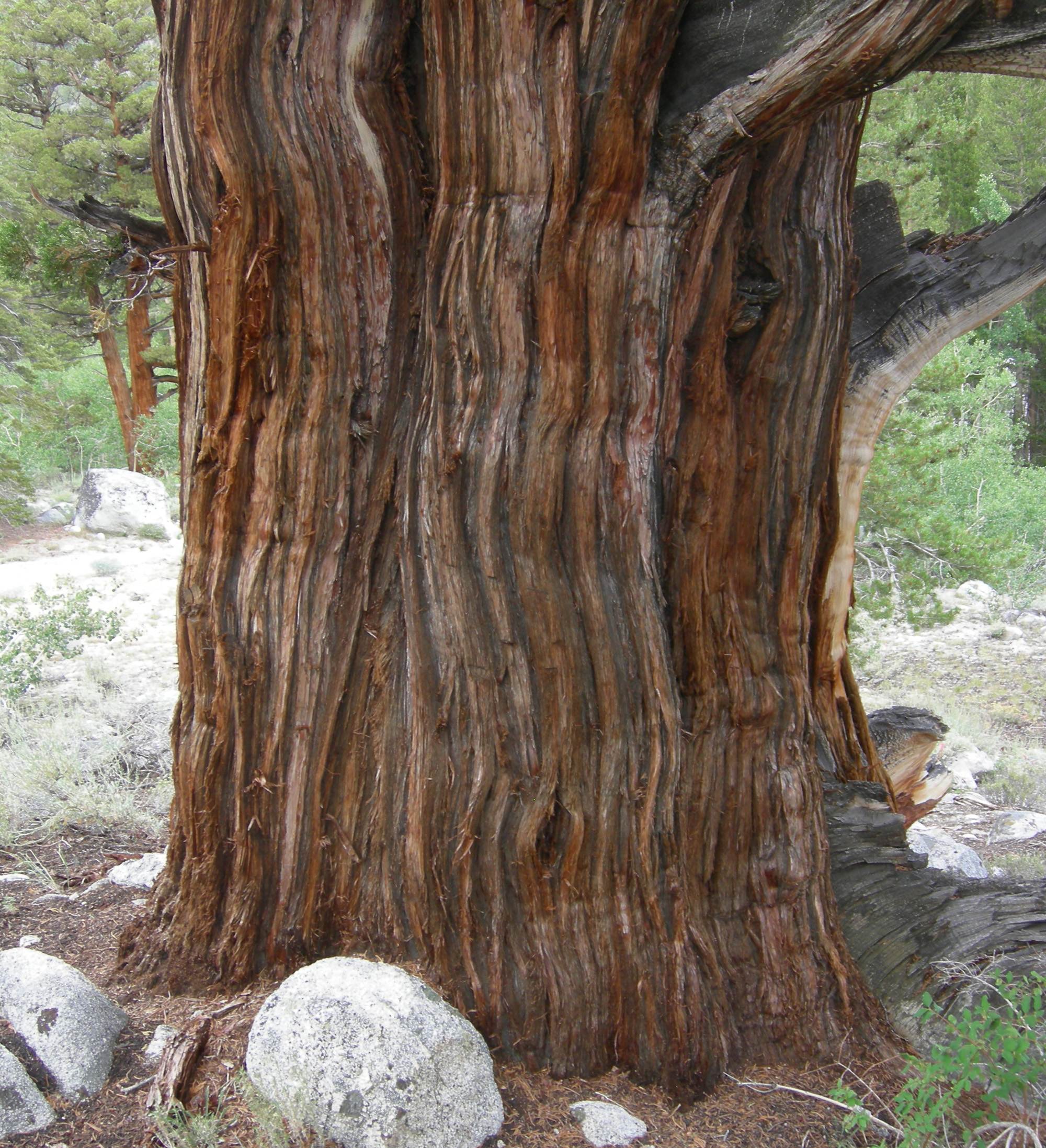
Détail d'un tronc (Sierra Nevada).
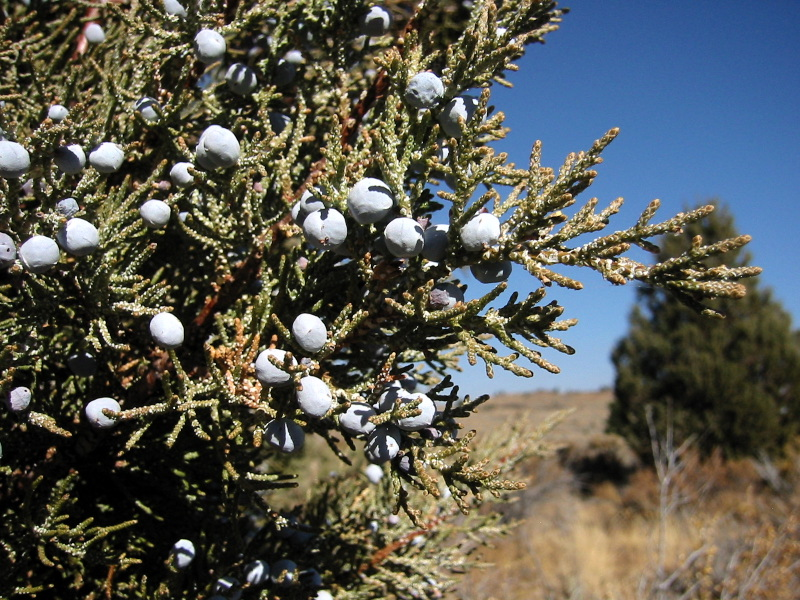
Cônes femelles et feuillage (Lava Beds National Monument).